# Brachyplatystoma tigrinum
Brachyplatystoma tigrinum är en fiskart som först beskrevs av Britski, 1981.  Brachyplatystoma tigrinum ingår i släktet Brachyplatystoma och familjen Pimelodidae. Inga underarter finns listade.